# Механизм Чебышёва
Механизм Чебышёва — механизм, преобразующий вращательное движение в движение, приближённое к прямолинейному.

## Описание

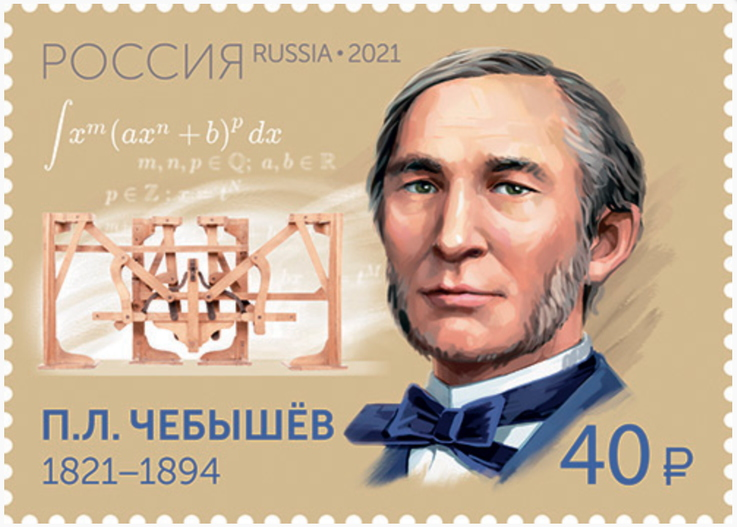
Стопоход на почтовой марке России 2021 года, посвящённой П. Л. Чебышеву

Механизм Чебышёва был изобретён в XIX веке русским математиком Пафнутием Чебышёвым, проводившим исследования теоретических проблем кинематических механизмов. Одной из таких проблем была проблема преобразования вращательного движения в приближённое к прямолинейному движению.
Прямолинейное движение определяется движением точки P — средней точки звена L3, расположенной посередине между двумя крайними точками сцепки данного четырёхзвенного механизма. (L1, L2, L3, и L4 показаны на иллюстрации). При движении по участку, показанному на иллюстрации, точка Р отклоняется от идеального прямолинейного движения. Соотношения между длинами звеньев таковы:
{\displaystyle L_{1}:L_{2}:L_{3}=2:2.5:1=4:5:2.}
Точка P лежит на середине звена L3. Приведённые соотношения показывают, что звено L3 расположено вертикально, когда оно находится в крайних положениях своего движения.
Длины связаны математически следующим образом:
{\displaystyle L_{4}=L_{3}+{\sqrt {L_{2}^{2}-L_{1}^{2}}}.}

Стопоход П. Л. Чебышёва

На основании описанного механизма Чебышёв изготовил первый в мире шагающий механизм, который пользовался большим успехом на Всемирной выставке в Париже в 1878 году. «Стопоход» П. Л. Чебышёва представляет собой четыре объединённых в две пары лямбда механизмов Чебышёва, смонтированных на одном общем основании.